# Pierwsza Republika Portugalska
Pierwsza Republika Portugalska (port. Primeira República) – określenie państwa portugalskiego w latach 1910–1926, czyli pomiędzy obaleniem monarchii i króla Manuela II a zamachem stanu, w efekcie którego (pośrednio) doszedł do władzy António de Oliveira Salazar.